# اوراشیما تارو

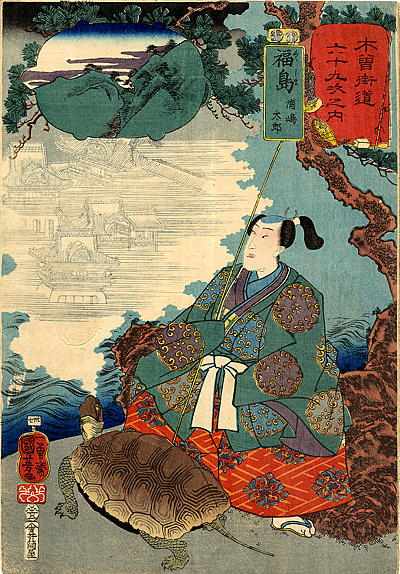
تک‌چهره‌ای از اوراشیما تارو، اثر اوتاگاوا کونی‌یوشی

اوراشیما تارو (به ژاپنی: 浦島 太郎) متل یا افسانه‌ای ژاپنی دربارهٔ ماهی‌گیری است که به‌واسطهٔ نجات لاک‌پشتی، به عنوان پاداش به بازدید از ریوگو جو، قصر واقع در زیر آب، متعلق به ریوجین، خدا اژدها رفت. او به مدت سه روز در آنجا اقامت کرد و به محض بازگشت به روستا، خود را ۳۰۰ سال بعد درآینده یافت.
این داستان از افسانهٔ اوراشیماکو (اوراشیما نو کو یا اورا نو شیماکو) نشأت گرفته است که در آثار مختلف ادبیات مربوط به سده ۸ میلادی، مانند فودوکی برای ولایت تانگو، نیهون شوکی، و مجموعه اشعار مان‌یوشو ثبت شده است.

## داستان عامیانه

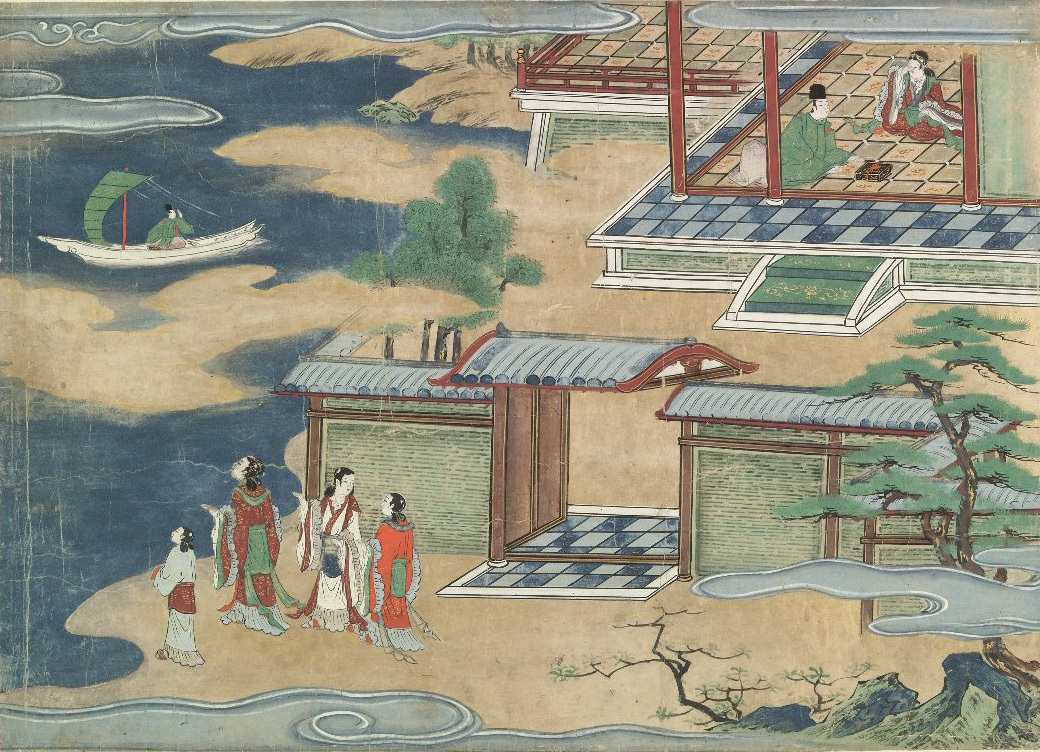
نقاشی از افسانه اوراشیما تارو

در زمان‌های بسیار گذشته، ماهیگیری جوان به نام اوراشیما تارو در ژاپن زندگی می‌کرد. پدرش قبل از او یک ماهیگیر بسیار ماهری بود، اما توانمندی اوراشیما در هنر فراتر از پدرش بود، که بدین‌سان آوازهٔ او به عنوان ماهیگیر فراتر از روستای کوچکش شناخته شده بود.
در عصر یکی از روزها، هنگامی که در حال بازگشت از ماهیگری بود، تعدادی بچه خشن و بی‌ادب که در حال فریاد کشیدن و خنده بودند، نظر او را جلب کردند. وقتی نزدیکتر شد، بچه‌ها را دید که در حال شکنجه لاک‌پشت کوچکی هستند. اوراشیما که تحمل دیدن چنین صحنهٔ آزاردهنده‌ای را نداشت، پس دخالت نمود. اوراشیما به بچه‌ها گفت: اگر این لاک‌پشت را به من بدهید، من هم به شما تمام پولی را که از شکار امروز بدست آوردم خواهم داد. بچه‌ها که گرفتن پول و خرید آب‌نبات را به آزار رساندن به موجودی بی‌گناه ترجیح می‌دادند، پیشنهاد او را قبول کردند. در نهایت اوراشیما لاک‌پشت را نجات داد و به دریا بازگرداند.
صبح روز بعد اوراشیما طبق روال روزانه برای ماهیگیری عازم دریا شد. در آن روز دریا آرام بود و وزش بادی ملایم گرمای شیرین تابستان را به ارمغان می‌آورد. در لحظاتی که او در افکارش غوطه‌ور شده بود، ناگهان صدایی نامش را صدا زد. اوراشیما اطراف قایق را نگاه کرد و ناگهان لاک‌پشتی را دید که به او خیره شده است. لاک‌پشت با رویی خوش به او گفت: بالاخره دوباره همدیگر را ملاقات کردیم، من در جستجوی تو بودم. از صبح تا به حال وقتی قایقت را دیدم به دنبالت آمدم تا برای نجات زندگی‌ام از شما تشکر کنم. سپس لاک‌پشت به او پیشنهاد دیدن ریوگو جو، قصر پادشاه اژدهای دریایی داد. اوراشیما تارو سوار بر لاک‌پشت به دیدن فرمانروای دریا و قصر او رفت.
در آنجا پرنسس زیبا اوتو-هیمه، دختر ریوجین که توسط ملازمان باکره خود همراهی می‌شد، برای خوش‌آمدگویی نزد اوراشیما آمد. پرنسس به او گفت: شما دیروز زندگی ارزشمند لاک‌پشتی را نجات دادید، و آن لاک‌پشت من بودم که شما به کمکش آمدید. پرنسس برای قدردانی به او پیشنهاد داد تا ابد در این مکان زیبا و در کنار او بماند، اما اوراشیما پس از گذشت سه روز ترجیح داد به روستایش و دیدن مادر خود بازگردد، پس از پرنسس اجازه ترک این مکان را خواستار شد. اوتوهیمه که بسیار از تصمیم اوراشیما اندوهگین شده بود، با این حال با رفتن او موافقت کرد و به عنوان هدیه به او جعبه‌ای طلایی داد که با مروارید تزئین شده بود و توسط روبانی سبز رنگ از جنس جلبک بسته شده بود. پرنسس به او گفت: هنگامی که به خشکی رسیدی، باید همیشه این جعبه را همراه خود داشته باشی، اما هرگز نباید آن را باز کنی تا زمانی که نزد من بازگشتی. اوراشیما به پرنسس قول داد و سوار بر لاک‌پشت به سمت روستای خود بازگشت.
زمانی که به روستا رسید، همه چیز به شکلی باور نکردنی تغییر کرده بود. خانه‌های روستا به شکل قبل نبودند، تپه‌ها مشابه گذشته بودند اما افرادی که در روستا می‌دید، کسانی نبودند که از سه روز پیش می‌شناخت. او از درک مسئله عاجز ماند و با خود اندیشید که گذشت سه روز هرگز نمی‌تواند چنان تغییر قابل توجهی را پدیدآورد. در نهایت به خانهٔ قدیمی خود رسید، که بسیار دستخوش تغییر شده بود. اوراشیما در را باز کرد و وارد خانه شد، اما به جای دیدن مادرش، با مردی غریبه در راهرو خانه مواجه شد. او که بسیار تعجب کرده بود از مرد پرسید: آیا شما فردی به نام «اوراشیما تارو» را می‌شناسید. مرد ناشناس جواب داد: منظور شما اوراشیما تارو، همان ماهیگیر مشهور است که سیصد سال پیش در دریا ناپدید شد. او متوجه شد که سیصد سال از روزی که روستایش را به مقصد اعماق دریا ترک کرد سپری شده است. اوراشیما که در غم و اندوه فرورفته بود از ناامیدی در جعبه‌ای که پرنسس به او داده بود را گشود و با دیدن جعبه خالی بسیار شگفت‌زده شد. اما به آرامی ابری صورتی از داخل تهیدگی جعبه سر برآورد و در بالای سر وی نقش بست. ابر معطر بود و او را یاد عطر شیرین جامهٔ پرنسس می‌انداخت. اوراشیما ناگهان پا به سن گذاشت، ریش‌هایش بلند و سفید، چشمانش تار و کمرش خم گشت و سپس از دریا صدای غم‌انگیز پرنسس برآمد که گفت: به تو گفته بودم در جعبه را باز نکن که محتوای آن پیری تو بود. برای اوراشیما تحمل سنگینی سیصد سال امری غیرقابل هضم بود، و در نهایت بر روی شن‌های دریا افتاد و از دنیا رفت.